# Melina Mercouri
Maria Amalia Mercouri (græsk: Μαρία Αμαλία Μερκούρη) (født 18. oktober 1920, død 6. marts 1994), kendt professionelt som Melina Mercouri (Μελίνα Μερκούρη), var en græsk skuespillerinde, sanger og politiker. Mercouri er berømt for en række amerikanske film, hvoraf Topkapi fra 1964 er nok den mest berømte. Hun var gift med filminstruktøren Jules Dassin (der instruerede filmen Topkapi) fra 1966 til sin død i 1994. Hun døde af lungekræft.
I Sverige slog hun igennem som sanger i 1960, især med temaet til filmen Aldrig om søndagen. Ud over sin filmkarriere er Mercouri kendt for sit politiske engagement imod den græske militærjunta. Hun fik sit græsk statsborgerskab tilbagekaldt i 1967 af juntaen. Senere var hun blandt andet kulturminister i Grækenland, og hun har siddet i det græske parlament.

## Filmografi
- 1957 - Celui qui doit mourir
- 1960 - Aldrig om søndagen
- 1962 - Phaedra
- 1963 - Sejrherrerne
- 1964 - Topkapi
- 1966 - Den er gal i Portugal
- 1977 - Alle abbedissens piger

## Diskografi
- 1974 -"Si Melina m'etait contee"
- Melina Merkouri" (Polydor 839 181-2)